# Jelinekiella aterrima
Jelinekiella aterrima is een keversoort uit de familie bastaardglanskevers (Kateretidae). De wetenschappelijke naam van de soort werd in 1986 gepubliceerd door Kirejtshuk.